# Sam Hazeldine
Sam Hazeldine (Londra, 29 marzo 1972) è un attore britannico.

## Biografia
Nato a Hammersmith, a Londra, figlio dell'attore  James Hazeldine (morto nel 2002 per una dissezione aortica), prese parte a numerose serie televisive di successo. È conosciuto soprattutto per aver interpretato il ruolo di Albert Felwood in Lightfields nel 2013 e di Georgie Sewell in Peaky Blinders. Nel 2014 fu nel cast della serie televisiva Resurrection dove interpreta il ruolo di Caleb Richards.
Nel 2016 interpretò il ruolo di Ryan Crain in Mechanic: Resurrection, film diretto da Dennis Gansel con Jason Statham come protagonista. L'anno successivo ebbe un ruolo anche nel film Come ti ammazzo il bodyguard, diretto da Patrick Hughes e con Ryan Reynolds e Samuel L. Jackson.

## Filmografia

### Cinema
- Offending Angels, regia di Andrew Rajan (2000)
- Che pasticcio, Bridget Jones! (Bridget Jones: The Edge of Reason), regia di Beeban Kidron (2004)
- Chromophobia, regia di Martha Fiennes (2005)
- Trip, regia di Harry Wootliff (2008) - cortometraggio
- Good as Gone, regia di Luke Sullivan e John Thornton (2009) - cortometraggio
- Just Before Dawn, regia di Loren Slater (2010) - cortometraggio
- Wolfman (The Wolfman), regia di Joe Johnston (2010)
- Weekender, regia di Karl Golden (2011)
- La casa nel bosco, regia di Kelly Smith (2011)
- Ouroboros, regia di Matthew Hammett Knott (2011) - cortometraggio
- Lullaby, regia di Luke Sullivan (2011) - cortometraggio
- Riot on Redchurch Street, regia di Trevor Miller (2012)
- The Raven, regia di James McTeigue (2012)
- Dead Mine, regia di Steven Sheil (2012)
- The Machine, regia di Caradog W. James (2013)
- Delivered, regia di Ryan Dean (2013)
- Monuments Men, regia di George Clooney (2014)
- '71, regia di Yann Demange (2014)
- Between Places, regia di Iain Finley e Ian Finley (2014)
- Still, regia di Simon Blake (2014)
- Grimsby - Attenti a quell'altro (The Brothers Grimsby), regia di Louis Leterrier (2016)
- Il cacciatore e la regina di ghiaccio (The Huntsman: Winter's War), regia di Cedric Nicolas-Troyan (2016)
- Mechanic: Resurrection, regia di Dennis Gansel (2016)
- Come ti ammazzo il bodyguard (The Hitman's Bodyguard), regia di Patrick Hughes (2017)
- Killers Anonymous, regia di Martin Owen (2019)
- Marionette, regia di Elbert van Strien (2020)
- The War Below, regia di J.P. Watts (2020)
- The Last Duel, regia di Ridley Scott (2021)

### Televisione
- Prime Suspect 6: The Last Witness – miniserie TV (2003)
- Passer By – film TV (2004)
- Metropolitan Police – serie TV, episodi 20x19-23x85 (2004-2007)
- Shameless – serie TV, episodi 1x03-8x12 (2004-2011)
- Doctors – serial TV, 1 puntata (2005)
- Dalziel and Pascoe – serie TV, episodi 9x07-9x08 (2005)
- New Tricks - Nuove tracce per vecchie volpi (New Tricks) – serie TV, episodi 2x03-5x08 (2005-2008)
- Life on Mars – serie TV, episodio 1x01 (2006)
- Foyle's War – serie TV, episodio 4x01 (2006)
- Holby City – serie TV, episodio 8x24 (2006)
- Robin Hood – serie TV, episodio 1x03 (2006)
- The Extraordinary Equiano – film TV (2007)
- Persuasion, regia di Adrian Shergold – film TV (2007)
- City of Vice – serie TV, episodio 1x03 (2008)
- L'ispettore Barnaby (Midsomer Murders) – serie TV, 4 episodi (2007-2008)
- Valle di luna (Emmerdale) – serial TV, puntate 5019-5020 (2008)
- Heartbeat – serie TV, episodio 18x04 (2008)
- Waterloo Road – serie TV, episodio 4x15 (2009)
- The Kevin Bishop Show – serie TV, 10 episodi (2008-2009) - voce
- Paradox, regia di Simon Cellan Jones – miniserie TV, 1 puntata (2009)
- The Little House – serie TV, episodi 1x01-1x02 (2010)
- Lewis – serie TV, episodio 5x03 (2011)
- Scruples – film TV (2012)
- Eternal Law – serie TV, episodio 1x06 (2012)
- Accused – serie TV, episodio 2x04 (2012)
- Ripper Street – serie TV, episodio 1x05 (2013)
- Testimoni silenziosi (Silent Witness) - serie TV, episodi 16x09-16x10 (2013)
- Lightfields, regia di Damon Thomas – miniserie TV (2013)
- The Village – serie TV, episodio 1x05 (2013)
- Resurrection – serie TV, 13 episodi (2013-2015)
- Peaky Blinders – serie TV, 5 episodi (2014)
- Knightfall – serie TV, 3 episodi (2017)
- Requiem – serie TV, 4 episodi (2018)
- The Innocents – serie TV, 8 episodi (2018)
- Temple – serie TV, 5 episodi (2019)
- Elizabeth Is Missing, regia di Aisling Walsh – film TV (2019)
- The Witcher – serie TV, episodi 2x08-3x03 (2021-2023)
- Slow Horses – serie TV, episodi 1x02-1x03 (2022)
- The Sandman – serie TV, episodi 1x07-1x08 (2022)
- Rain Dogs – serie TV, 4 episodi (2023)
- Masters of the Air – miniserie TV, 3 puntate (2024)
- Il Signore degli Anelli - Gli Anelli del Potere (The Lord of the Rings: The Rings of Power) – serie TV, 7 episodi (2024)

## Doppiatori italiani
Nelle versioni in italiano delle opere in cui ha recitato, Sam Hazeldine è stato doppiato da:
- Massimo Bitossi in Come ti ammazzo il bodyguard, The Sandman
- Paolo Carenzo in The Machine
- Enrico Di Troia in Monuments Men
- Stefano Alessandroni in Peaky Blinders
- Riccardo Niseem Onorato in Resurrection
- Dario Oppido in Knightfall
- Antonio Palumbo in Requiem
- Riccardo Rossi in The Innocents
- Simone D'Andrea in Mechanic: Resurrection
- Gianluca Machelli ne Il Signore degli Anelli - Gli Anelli del Potere